# Maison Mégard
Pour les articles homonymes, voir Mégard.
La Maison Mégard est une imprimerie, maison d'édition et librairie tenue par plusieurs membres de la famille Mégard à Rouen au XIXe siècle. Cette maison aurait produit 11 millions de livres pour la jeunesse entre 1850 et 1900. Les livres imprimés et édités portent diverses mentions, dont : « Chez Mégard, Imprimeur-Libraire », « impr. de Mégard », « Imprimerie Mégard et Compagnie », « impr. de Mégard et Cie, Libraires-Éditeurs à Rouen », « Maison Mégard ».

## Généalogie
Ces imprimeurs-libraires font partie d’une branche de la famille Mégard qui est originaire de Bellencombre (proche de Bosc-le-Hard, Seine-Maritime).
- Jean-Baptiste Pierre Sébastien Mégard[3] (15 octobre 1779-12 août 1844)
  - Sébastien Mégard (11 octobre 1803-7 avril 1859)
    - Ernest Sébastien Mégard (14 juin 1829-26 octobre 1886)
    - Adolphe Auguste Mégard (23 mars 1833-7 août 1890)
      - Léon Mégard (1865-?)[4]

## Historique
Jean-Baptiste dit Sébastien Mégard est le fils d'un menuisier de Rouen. Il est bachelier ès lettres puis travaille chez Nicolas Labbey (imprimeur dès 1791). Il épouse une fille de Labbey et reprend son commerce vers 1804 (il est appelé « gendre et successeur de N. Labbey »). Jean-Baptiste obtient des brevets de libraire en 1813, d'« imprimeur en lettres » en 1815 (pendant les Cent-Jours) et de lithographe en 1829. Il rachète l'imprimerie de Nicolas Herment et succède à celui-ci en 1815.
En 1827, Jean-Baptiste Mégard vend sa librairie (et cède son brevet) à son fils Sébastien, mais continue l'exploitation de l'imprimerie. En 1833, l'imprimerie Mégard emploie 20 ouvriers. Sébastien reprendra le brevet d'imprimeur à la mort de son père en 1844.
Dès 1857, Pierre Eugène Vimont a acquis l'entreprise de Sébastien Mégard, désormais exploitée sous le nom « Mégard et Cie », et il reprend les brevets d'imprimeur et de libraire en 1860. Ernest Mégard, fils de Sébastien, reprend les brevets de libraire et d'imprimeur après le décès de Pierre Vimont en mai 1862.
À la fin du XIXe siècle, Léon Mégard a repris l'entreprise ; il est fils d’Adolphe et neveu de Sébastien.
Les derniers documents mentionnés au catalogue de la BNF sont un livre (Henri Thiellé, Traitement de la tuberculose…, 1905), de nombreuses lettres pastorales jusqu'en 1907, et la série Le Messager pour l'an 19.. : contenant des prédictions pour chaque mois, les évènements… semble avoir été publiée jusqu'en 1908.

## Complexité des transmissions
L'acquisition d'un commerce, l'obtention d'un brevet et la pratique d'une profession sont trois événements différents (et trois sources d'informations potentielles).
Nicolas Labbey (?-1841) pratique l'imprimerie dès 1779 après avoir été lui-même commis de libraire, il est aussi marchand de papier. Une de ses filles épouse (Laurent) Thierry Joseph Le Crêne en 1801, une autre fille épouse Sébastien Mégard. Labbey aurait remis son commerce à ses deux beaux-fils entre 1801 et 1804. En 1814, on trouve une demi-douzaine de livres imprimés par « Lecrêne-Labbey » ou par « Impr. de Herment », et qui portent simultanément l'indication « À Rouen, Chez Mégard » apparemment en tant que libraire-éditeur. Un livre publié en 1811 porte l'indication « Chez Mégard, Libraire, Successeur de N. Labbey ». Ainsi Sébastien Mégard aurait d'abord repris l'activité de libraire de son beau-père, avant d'avoir l'occasion d'acheter l'imprimerie Herment en 1815.
Le Crêne obtient ses brevets d'imprimeur en 1811 et de libraire en 1818, il restera dans la profession et acquiert l'imprimerie Trenchard vers 1833, y compris un brevet d'imprimeur qui reste inutilisé. Il démissionne et cède ses brevets de libraire et d'imprimeur à Adolphe Mégard le 16 avril 1860 (lequel a cédé à Narcisse Niel un brevet d'imprimeur trois jours auparavant). Adolphe, frère cadet d'Ernest Mégard, est donc aussi un imprimeur-libraire (il se trouve à la même adresse que son père en 1844 et son grand-père en 1823 : 200 rue Martainville, monument historique depuis 1956).

## Littérature pour la jeunesse

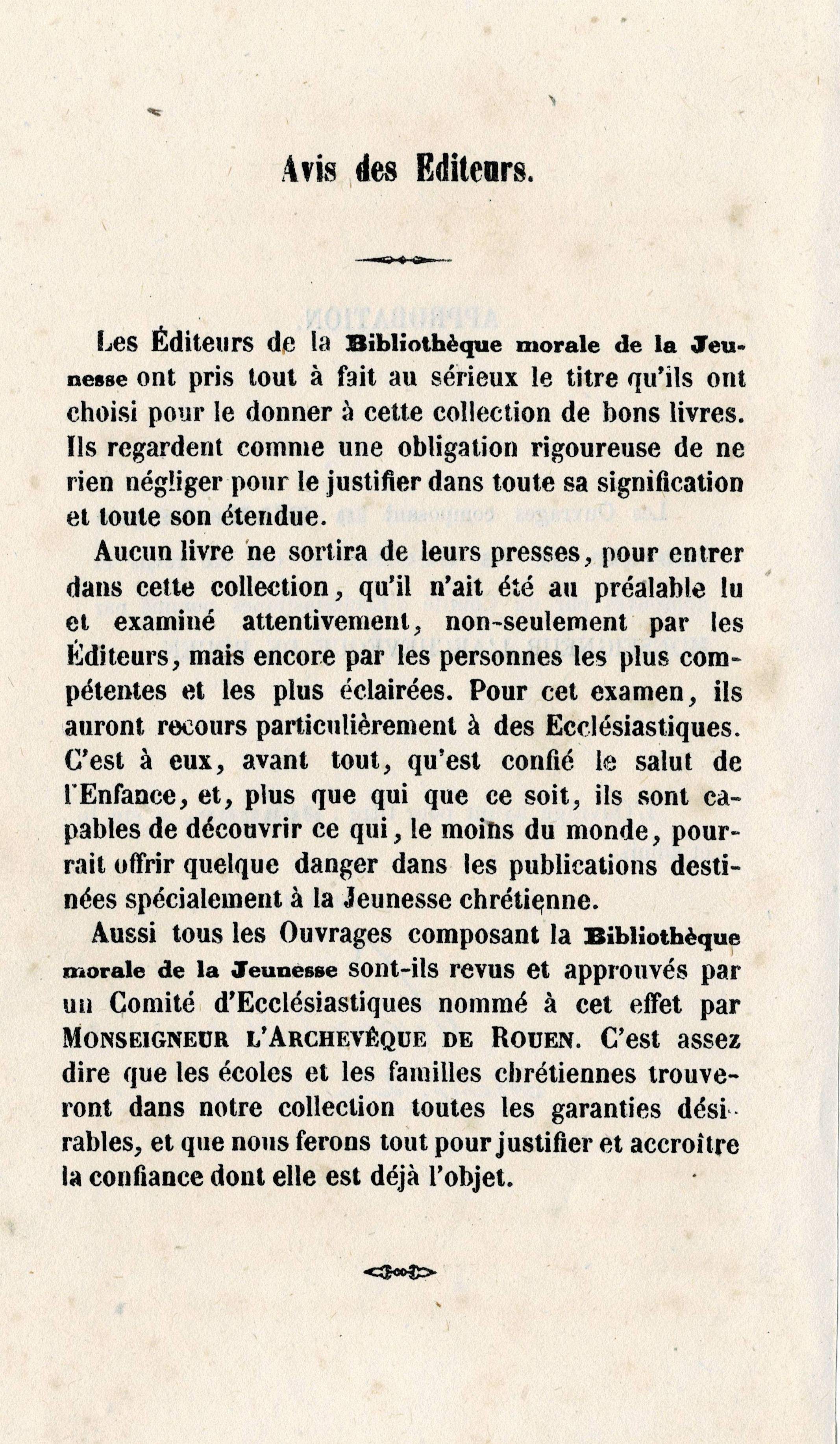
Avis de l’éditeur sur le contrôle ecclésiastique.

La collection « Bibliothèque morale de la jeunesse » débute en 1850 et publie jusqu'au début du XXe siècle, elle comprend des romans, des livres d’histoire (vulgarisation) et des « récits édifiants ». Avec environ 2 700 titres publiés et dix millions de livres imprimés, c'est un succès important : la collection apparaît comme concurrente de la « Bibliothèque de la jeunesse chrétienne » de Mame à Tours, de la « Bibliothèque religieuse, morale et littéraire pour l'enfance et la jeunesse » de Martial Ardent à Limoges, des Éditions Lefort de Lille, des Éditions Barbou de Lyon, Limoges et Paris, ainsi que de la fameuse « Bibliothèque rose » d'Hachette à Paris,.
Un comité d'ecclésiastiques nommé par l’archevêque de Rouen révise et approuve chaque ouvrage, comme l'indiquent les éditeurs : « Aucun livre ne sortira de leurs presses, pour entrer dans cette collection, qu'il n'ait été au préalable lu et examiné attentivement, non seulement par les Éditeurs, mais encore par les personnes les plus compétentes et les plus éclairées ».
Plus de 270 auteurs collaborent à cette collection, dont les historiens Céline Fallet (de son vrai nom Céline Veriot (es) environ 75 titres de 1852 à 1879, 300 éditions, 1,1 million d'exemplaires), Théodore Bachelet (qui use parfois des pseudonymes Bosquet ou Mignan, neuf ouvrages, près de 200 000 exemplaires), Louis Phocion Todière, Joseph Guibout, Victor Deville ou encore le graveur Auguste Pontenier. Plusieurs ouvrages sont réédités maintes fois, par exemple les 15 éditions de la Galerie des artistes célèbres de Fallet (de 1854 à 1884).